# Herman van Lin

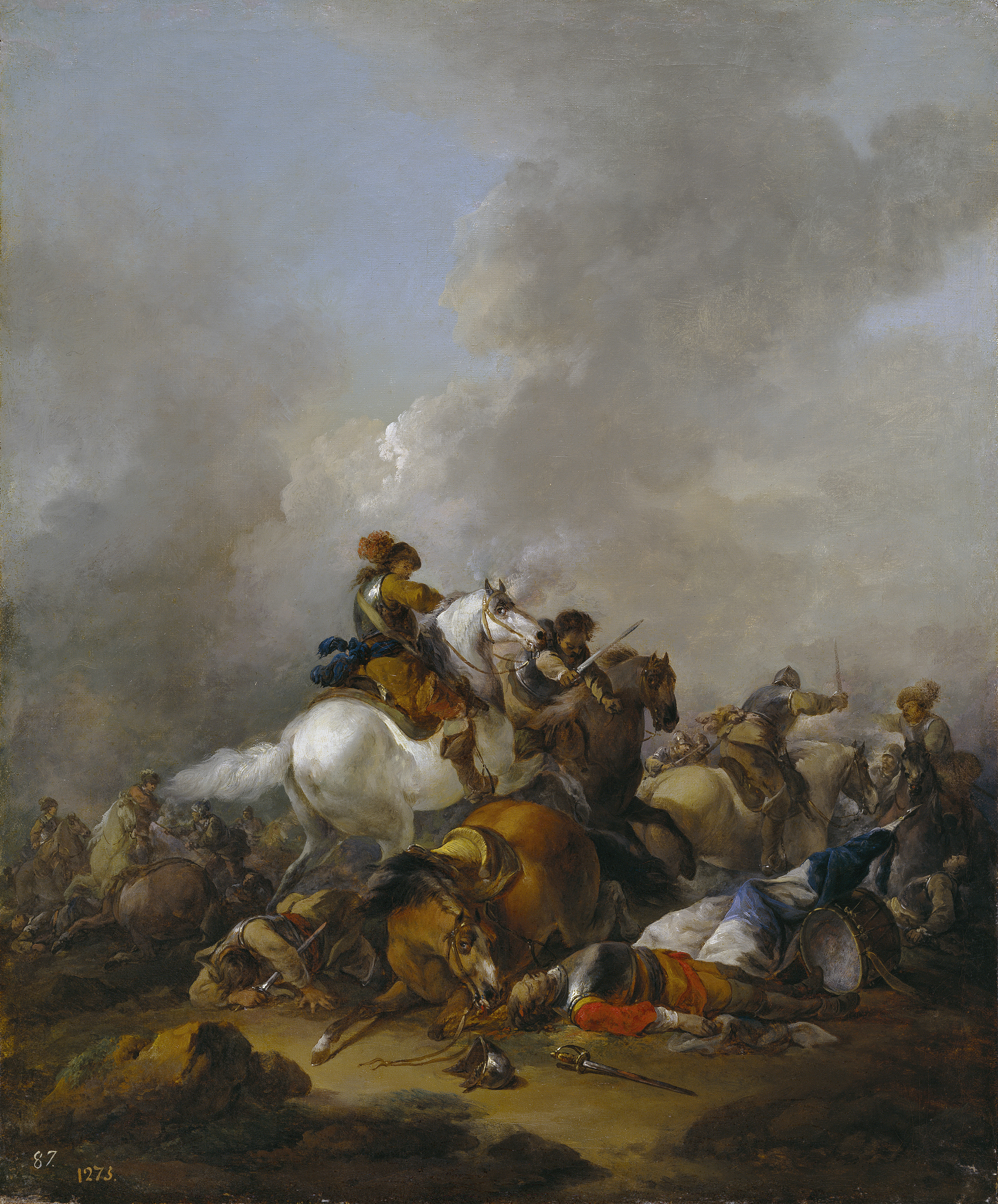
Choque de caballería, óleo sobre lienzo, 61 x 50 cm, Madrid, Museo del Prado.

Herman van Lin, apodado Jan van Stille o Stilheid (fl. 1649–1675), fue un pintor barroco holandés, especializado en paisajes y escenas de batalla.

## Biografía
Nacido probablemente en Utrecht, no se tienen datos biográficos anteriores a la firma de su primera obra conocida, fechada en 1649. Un año después es posible que viajase a Roma donde, dentro del círculo de los pintores holandeses establecidos en la Ciudad Eterna, habría sido conocido con el alias De Stille (el Pacífico), aunque existen dudas acerca de esa estancia romana y se señala que pudiera haberse producido una confusión con un posible hermano llamado Jan van Lint. Los rasgos italianizantes que se observan en sus pinturas no serían, por otra parte, incompatibles con su formación y plena integración en la escuela de Utrecht, en la que no son raros los elementos tomados de la pintura italiana.
En cualquier caso, en 1659 o algo antes consta documentalmente que se encontraba en Utrecht, pues desde ese año y hasta 1676 aparece registrado en el gremio de pintores, corporación de la que fue elegido decano en los años 1668, 1669, 1670 y 1676. Ostentando un cargo del ayuntamiento de Utrecht pasó a continuación a residir en la fortaleza de Schenkenschans, en la literatura española llamada Esquenque, donde debió de fallecer poco antes de febrero de 1681, cuando se le nombró sucesor en este puesto.
Una característica escena de batalla -Choque de caballería- de composición piramidal al modo de las obras firmadas de Lin, conserva el Museo del Prado, donde ingresó procedente de la colección real con atribución a Eglon van der Neer, sustituida, desde 1985, por la actual atribución a Herman van Lin.